# Rechtenwaaier
De rechtenwaaier (ook lijnenwaaier, lijnenbundel) in twee dimensies en de vlakkenwaaier (ook vlakkenbundel) in drie dimensies zijn meetkundige objecten. De rechtenwaaier is de verzameling van alle rechten door het snijpunt van twee gegeven niet evenwijdige rechten. Dit concept laat toe vergelijkingen van rechten door dit snijpunt te bepalen zonder de coördinaten van het snijpunt zelf te kennen. 
Op dezelfde manier is een vlakkenwaaier de verzameling van alle vlakken door de snijrechte van twee niet evenwijdige vlakken. Beide begrippen zijn vooral van belang voor praktische toepassingen. Andere benamingen zijn respectievelijk rechtenbundel of lijnenbundel en vlakkenbundel, hoewel deze benamingen een algemenere betekenis in de wiskunde hebben.

## Rechtenwaaier bepaald door twee snijdende rechten
Gegeven twee niet evenwijdige rechten:
{\displaystyle e_{1}\,:\,u_{1}x\,+\,v_{1}y\,+\,w_{1}\,=\,0}
{\displaystyle e_{2}\,:\,u_{2}x\,+\,v_{2}y\,+\,w_{2}\,=\,0}
Dan is de rechtenwaaier de verzameling van alle rechten die door het snijpunt van deze twee rechten gaan. De waaiervergelijking is dan:
{\displaystyle k\,(u_{1}x\,+\,v_{1}y\,+\,w_{1})\,+\,m\,(u_{2}x\,+\,v_{2}y\,+\,w_{2})\,=\,0}
De reële parameters {\displaystyle k} en {\displaystyle m}:
- ... mogen niet beide nul zijn;

Wel kan een van beide nul zijn: als {\displaystyle k} nul is, vindt men als lid (element) van de waaier de tweede rechte {\displaystyle e_{2}}, en als {\displaystyle m} nul is, de eerste rechte {\displaystyle e_{1}}. De twee rechten waarop de waaier gebaseerd is, zijn dus beide ook lid van de waaier.
- ... zijn slechts op een gemeenschappelijke factor na bepaald. Bijvoorbeeld, de keuze ({\displaystyle k=2,m=3}) geeft dezelfde rechte als de keuze ({\displaystyle k=200,m=300}).

## Rechtenwaaier door een punt
De verzameling van alle rechten door een gegeven punt kan door middel van de waaier gevonden worden. Men kan immers op eenvoudige manier twee rechten door een gegeven punt {\displaystyle P(x_{o},y_{o})} vinden, namelijk de verticale en de horizontale rechte door het punt:
{\displaystyle e_{1}\,:\,x\,=\,x_{o}}
{\displaystyle e_{2}\,:\,y\,=\,y_{o}}
De vergelijking van de waaier door het gegeven punt is dan:
{\displaystyle k\,(x\,-\,x_{o})\,+\,m\,(y\,-\,y_{o})\,=\,0}

## Vlakkenwaaier bepaald door twee snijdende vlakken
Gegeven twee niet evenwijdige vlakken:
{\displaystyle \alpha _{1}\,:\,a_{1}x\,+\,b_{1}y\,+\,c_{1}z\,+\,d_{1}\,=\,0}
{\displaystyle \alpha _{2}\,:\,a_{2}x\,+\,b_{2}y\,+\,c_{2}z\,+\,d_{2}\,=\,0}
Dan is de vlakkenwaaier de verzameling van alle vlakken die door de snijlijn van deze vlakken gaan. Die snijlijn wordt ook wel de drager van de waaier genoemd. De waaiervergelijking is dan:
{\displaystyle k\,(a_{1}x\,+\,b_{1}y\,+\,c_{1}z\,+\,d_{1})\,+\,m\,(a_{2}x\,+\,b_{2}y\,+\,c_{2}z\,+\,d_{2})\,=\,0}
De reële parameters {\displaystyle k} en {\displaystyle m}:
- ... mogen niet beide nul zijn;

Wel kan een van beide nul zijn: indien {\displaystyle k} nul is, vindt men als lid van de waaier het tweede vlak {\displaystyle \alpha _{2}}, en indien {\displaystyle m} nul is, het eerste vlak {\displaystyle \alpha _{1}}. De twee vlakken waarop de waaier gebaseerd is, zijn dus beide ook lid van de waaier.
- ... maar zijn slechts op een gemeenschappelijke factor na bepaald. Bijvoorbeeld, de keuze ({\displaystyle k=2,m=3}) geeft hetzelfde vlak als de keuze ({\displaystyle k=200,m=300}).

## Vlakkenwaaier door een gegeven rechte
De vlakkenwaaier door een gegeven rechte kan bekomen worden door twee willekeurige maar verschillende vlakken te kiezen die de rechte bevatten. Met deze twee vlakken kan dan de waaier opgesteld worden.

## Voorbeeld
Zoek de rechte door het punt P(5,3) en door het snijpunt van:
{\displaystyle e_{1}\,:\,x\,+\,y\,-\,4\,=\,0}
{\displaystyle e_{2}\,:\,2x\,-\,y\,-\,5\,=\,0}
De rechte die gevraagd wordt is dus lid van de waaier door deze twee rechten. De waaiervergelijking is:
{\displaystyle k\,(x+y-4)\,+\,m\,(2x-y-5)\,=\,0}
Men eist nu dat het gegeven punt (5,3) op de waaier ligt. Dit geeft een voorwaarde op de waaierparameters k en m:
{\displaystyle 4k\,+\,2m\,=\,0}
Gelijk welke keuze van k en m die hieraan voldoet levert de gevraagde rechte. Kies bijvoorbeeld:
{\displaystyle k\,=\,1,\,en\,m\,=\,-2}
Dan vindt men, na vereenvoudiging:
{\displaystyle x\,-\,y\,-\,2\,=\,0}
Indien hetzelfde voorbeeld wordt uitgewerkt met P(0,4), bekomt men als voorwaarde op de waaierparameters:
{\displaystyle 0k\,+\,9m\,=\,0}
Dit betekent dat m = 0, en bijgevolg dat k gelijk welke waarde verschillend van nul mag krijgen. Het betekent meetkundig dat het gebruikte punt P toevallig reeds op een van de gebruikte rechten ligt. Deze rechte is dan ook de gevraagde rechte.